# Río Huancachupa
Der Río Huancachupa, im Ober- und Mittellauf auch Río Quircán, ist ein etwa 31 km langer linker Nebenfluss des Río Huallaga in Zentral-Peru in der Provinz Huánuco in der Region Huánuco.

## Flusslauf
Der Río Huancachupa entspringt im Westen der peruanischen Zentralkordillere am Cerro Siete Culebras auf einer Höhe von etwa 4300 m. Das Quellgebiet liegt im Süden des Distrikts San Pedro de Chaulán. Der Río Huancachupa fließt in überwiegend nordöstlicher Richtung durch das Bergland. Entlang dem Flusslauf liegen die Ortschaften San Juan de la Libertad, Huancanyacu und Cayrán. Der Río Huancachupa mündet schließlich 5 km südlich von Huánuco am Südrand der Stadt Cayhuayna auf einer Höhe von etwa 1840 m in den nach Norden strömenden Río Huallaga.

## Einzugsgebiet
Der Río Huancachupa entwässert ein Areal von 189 km². Das Einzugsgebiet liegt im westlichen Süden der Provinz Huánuco und umfasst Teile der Distrikte San Pedro de Chaulán, San Francisco de Cayrán und Pillco Marca. Das Einzugsgebiet des Río Huancachupa grenzt im Südosten an das der Quebrada Ñausilla, im Süden an das des Río Huertas sowie im Westen und im Norden an das des Río Higueras.